# Rebecca Lindauer
Rebecca Lindauer (* 1996) ist eine deutsche Schauspielerin und Hörspielsprecherin.

## Werdegang
Lindauer wuchs in Halle/Saale auf und studierte von 2017 bis 2021 an der Hochschule für Schauspielkunst Ernst Busch in Berlin. Erste Bühnenauftritte in kleineren Rollen hatte sie ab 2018 in Berlin am bat-Studiotheater, dem Deutschen Theater, der Brotfabrik und dem Ensemble. Ferner war sie als Regiehospitantin am Staatstheater Stuttgart und dem Thalia Theater in Hamburg tätig. Seit der Spielzeit 2021/22 ist sie festes Ensemblemitglied am Schauspiel Köln. Zur Spielzeit 2024/25 wechselte Lindauer als festes Ensemblemitglied zum Wiener Burgtheater.

## Filmografie (Auswahl)
- 2020: Give Me Up – Wie einen Fisch auf dem Trockenen – Regie: Marius Schötz
- 2023: Haus aus Glas – Regie: Alain Gsponer

## Hörspiele (Auswahl)
- 2019: Ernst Toller: Masse Mensch (Die Kühle) – Komposition und Regie: Christoph Kalkowski (Hörspielbearbeitung – NDR)[3]

## Theater (Auswahl)

### Berlin
- 2019: Cry Baby – Regie: René Pollesch
- 2020: Fahrenheit 451 – Regie: Alexander Simon

### Schauspiel Köln
- 2022: Vor Sonnenaufgang – Regie: Moritz Sostmann
- 2023: Johann Holtrop. Abriss der Gesellschaft – Regie: Stefan Bachmann
- 2023: Judith Shakespeare – Rape & Revenge – Regie: Dennis Nolden
- 2023: Yazdgerds Tod – Regie: Mina Salehpour
- 2024: Die verlorene Ehre der Katharina Blum – Regie: Bastian Kraft